# Västergötlands runinskrifter 81
Vg 81 är en medeltida (1100-talet) kistlockformad gravhäll av sandsten från Broddetorps gamla kyrkogård i Broddetorps socken och Falköpings kommun. Den är idag placerad i Västergötlands museum i Skara.

## Inskriften
Translitterering av runraden:
ben(d)ikt · romfarari : let (g)era : hualf : þenna : ifir · ma(g)nus · (k)oþan dræ(g) · ------s... ¶ ok : d(o) : (h)(a)n om nat : firir · þeira : postla : messo(a)ftan : simonis : æð iute : in þat er · ret · hu... ...
Normalisering till äldre fornsvenska:
Bendikt ʀomfarari let gæra hvalf þenna yfiʀ Magnus, goðan dræng ... Ok do hann um natt fyriʀ þæiʀa postla messuaftan Simonis et Juda. En þat eʀ rett hv[ærium] ...
Översättning till nusvenska:
Benedikt romfarare lät göra denna gravvård över Magnus, en god ung man ... Och han dog under natten före apostlarna Simons och Judas' mässafton. Envar bör (här bedja Pater noster).
Magnus dog den 27 oktober, vigilian före Simons och Judas' dag. Denna var en av den katolska kyrkans stora högtidsdagar och firades den 28 oktober. Benedikt romfarari är den kraftfulle biskop Bengt i Skara, som i kyrkliga ärenden begav sig till Rom 1220 och ännu 1221 befann sig där. Bengt beskylles för att ha förslösat biskopsstolens intäkter på krigiska rustningar i den västgötska biskopslängden. dræng passar bra i den krigiska sammanhang. På Vg 76 står hela bönen Þat eʀ rett huærium at biðia Pater. 